# 聯合愛迪生
聯合愛迪生（Consolidated Edison，常簡稱為Con Edison或Con Ed）是美國最大的私人能源公司之一，2010年的總營收約為130億美元，持有超過360億美元的資產。該公司透過旗下各分公司提供消費者多種與能源產品和服務：
- 紐約聯合艾迪生公司（Consolidated Edison Company of New York, Inc.，CECONY），一間對紐約市和威斯特徹斯特郡提供電力、瓦斯和蒸汽服務的特許公用事業；
- 歐倫吉和洛克蘭公共能源公司（Orange and Rockland Utilities, Inc.），一間對紐約州西南部和鄰近的紐澤西州北部及賓夕法尼亞州東北部提供服務的特許公用事業；
- 聯合愛迪生解決方案（Con Edison Solutions），一間銷售能源相關設備和服務的公司；
- 聯合愛迪生能源（Con Edison Energy），一間能源批發公司；以及
- 聯合愛迪生開發（Con Edison Development），一間持有並營運發電廠和相關基礎建設計畫的公司。

在2014年聯合愛迪生公司的總營收中，電力營收占70.54%、瓦斯營收佔14.96%、蒸汽營收佔4.86%，而其他營收則佔9.62%。雖然該公司提供了紐約居民不可或缺的服務，但數起重大意外和服務問題也影響了公司在大眾心目中的形象。

## 歷史

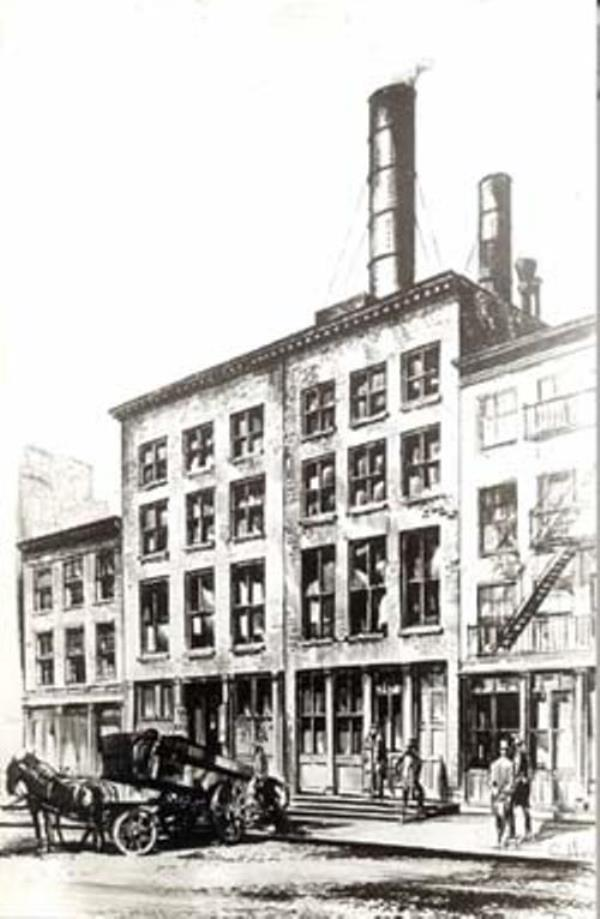
描繪位於早期位於珍珠街的發電廠的素描作品。

聯合愛迪生最早的前身是在1823年成立的紐約瓦斯燈公司（New York Gas Light Company），是由一群紐約市的投資者聯合創立。一年後，該公司在紐約股票交易所掛牌。1884年，六間瓦斯公司合併為「聯合瓦斯公司」（Consolidated Gas Company）。
紐約蒸汽公司自1882年起對曼哈頓下城區提供服務。今日，聯合艾迪生公司營運著全世界最大的商業地下蒸汽系統，對曼哈頓自砲台公園起至96街間近1,600棟商業和住宅建築提供蒸汽服務。
聯合愛迪生的電力事業亦可追溯至1882年，當時湯瑪斯·愛迪生的愛迪生電燈公司對曼哈頓下城約一平方英哩範圍中的59名客戶提供電力服務。在電流戰爭後，紐約市和威斯特徹斯特郡內共有超過30間公司提供發電和送電服務。但到了1920年電力公司的數量大幅減少，而紐約愛迪生公司（隨後併入聯合瓦斯公司）成為市場的領導者。
當電力的銷售數字在1936年遠遠超越瓦斯後，聯合瓦斯公司改名為紐約聯合愛迪生公司。其後聯合愛迪生在1936年至1960年間收購了超過12間電力公司。今日的聯合愛迪生公司是經過購入、解散與合併其他超過170間瓦斯、電力和蒸汽公司後的產物。
1998年1月1日，伴隨著紐約州對公用事業產業規制的解除，聯合愛迪生控股公司成立。該公司成為全美國最大的私人能源公司之一，年營收約為140億美元，資產總額約為330億美元。自1824年起，聯合愛迪生公司持續不間斷的在紐約證券交易所交易，成為該交易所中交易期間最長的公司。紐約聯合迪愛生公司（Consolidated Edison Company of New York, Inc.）是聯合愛迪生旗下最大的子公司，為紐約市和威斯特徹斯特郡超過3百萬的顧客提供電力、瓦斯和蒸汽，提供服務的區域總面積約為660平方英里（1,700平方），區域內住有近900萬的居民。

## 外部連結
- 官方网站
- 聯合愛迪生公司 （页面存档备份，存于）（控股公司）

Template:Dow Jones Utility Average